# 2017年南亞水災
2017年南亞水災係指2017年7月至9月，在孟加拉国、印度、尼泊尔及巴基斯坦發生大範圍季风水災。至8月30日，造成接近1,300人死亡，約有4,100萬人受災，該數據在3天後增加了10%，於9月2日達到4,500萬人受災，根據联合国儿童基金会統計，其中包括1,600萬名孩童。根據災害流行病學研究中心 (EM-DAT)資料庫，在過去20年間，南亞地區每年平均約2,000人死於水災。